# Aheloy (ville)
Aheloy (bulgare : Ахелой) est une ville de l'est de la Bulgarie situé dans l'oblast de Sofia. Elle ne doit pas être confondue avec l'ancienne ville d'Aheloy, qui s'appelle aujourd'hui Pomorié.

## Géographie
Aheloy est située dans l'est de la Bulgarie, à 400 km à l'est de la capitale Sofia et à 27 km au nord-ouest de la ville de Bourgas. Elle fait partie de la municipalité de Pomorié.

## Galerie

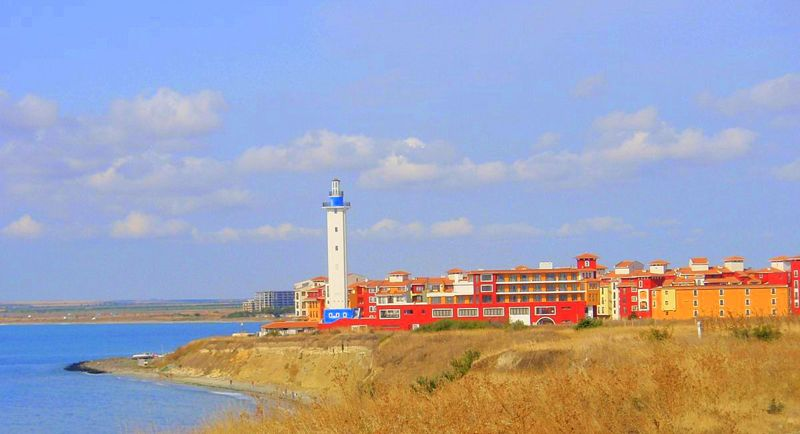
La marina d'Aheloy
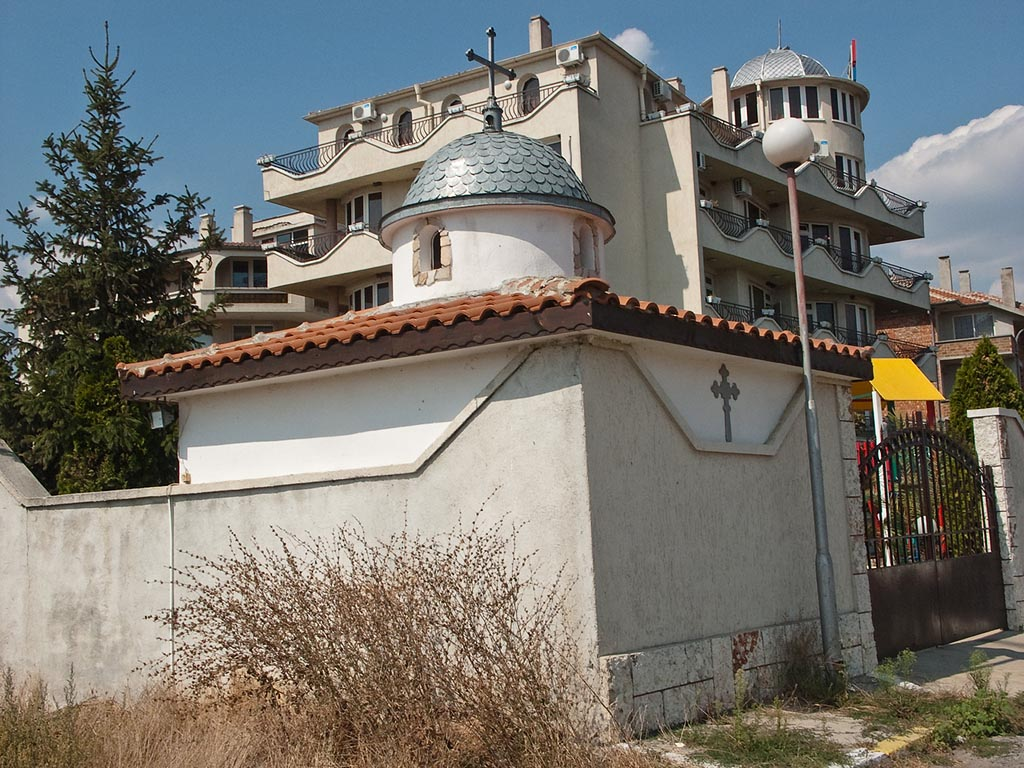
Chapelle à Aheloy
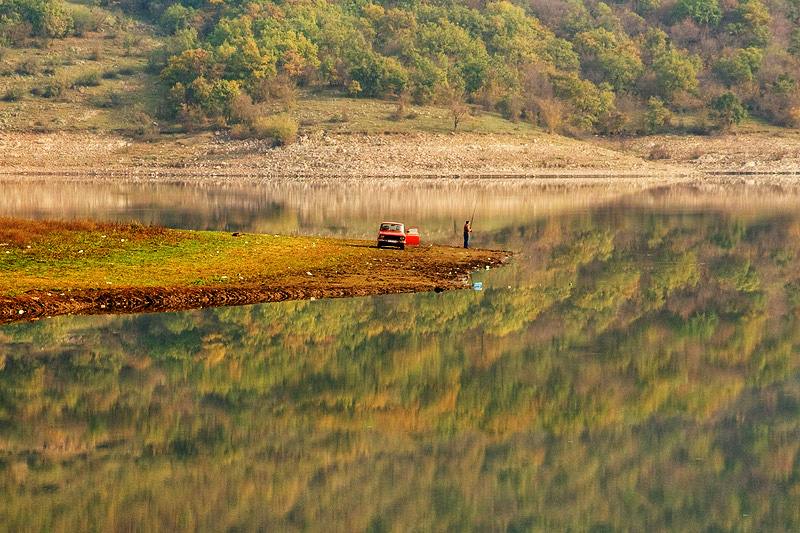
Le barrage d'Aheloy